# Luis Fernando Sánchez (futbolista)
Luis Fernando Sánchez (Colombia; 23 de junio de 1985) es un futbolista colombiano. Juega de delantero.

## Clubes
| Club                 | País      | Año         |
| -------------------- | --------- | ----------- |
| Carabobo F.C.        | Venezuela | 2008 - 2009 |
| Expreso Rojo         | Colombia  | 2011        |
| Atlético Bucaramanga | Colombia  | 2011        |
| Fortaleza F.C.       | Colombia  | 2012        |
| Jaguares de Córdoba  | Colombia  | 2013 - 2014 |
| Real Cartagena       | Colombia  | 2015        |

## Palmarés

### Torneos Nacionales
| Título    | Equipo              | País     | Año  |
| --------- | ------------------- | -------- | ---- |
| Primera B | Jaguares de Córdoba | Colombia | 2014 |